# The Witcher 2: Assassins of Kings
The Witcher 2: Assassins of Kings là trò chơi điện tử thể loại hành động nhập vai phát triển bởi CD Projekt RED tại Ba Lan cho hệ máy tính cá nhân, Xbox 360, OS X và Linux. Đây là chuyển thể thứ hai sau The Witcher dựa trên bộ sách cùng tên của tác giả Ba Lan Andrzej Sapkowski. Trò chơi đã phát hành vào ngày 17 tháng 5 năm 2011 trên hệ máy tính cá nhân và phiên bản mở rộng Enhanced Edition cho cả hai hệ máy cá nhân và Xbox 360 thì phát hành sau đó vào ngày 17 tháng 4 năm 2012.
Cốt truyện nối tiếp The Witcher xoay quanh Geralt z Rivii một trong những "witcher" có thể xài phép thuật đi khắp nơi để săn quái vật thuê. Geralt bị nghi ám sát vua của xứ Temeria và bị bắt vì thế đã quyết định vượt ngục để lên đường tìm sát thủ thật chứng minh cho sự vô tội của mình. Người chơi có thể chọn nhiều cách để tương tác trong trò chơi và kết thúc sẽ tùy vào cách mà người chơi chọn, trên đường phiêu lưu Geralt có hai lựa chọn chính và sẽ phải chọn một trong hai, là theo con đường phe con người hoặc con đường của các dân tộc không phải người, lựa chọn này sẽ dẫn đến các nhiệm vụ ở khác nhau và kết thúc sẽ khác nhau. Geralt có thể phát triển kỹ năng theo ba hướng là kiếm sĩ, pháp sư và pha chế thần dược.
Trò chơi nhận được các đánh giá tích cực và được xem là một thành công khi có 1,7 triệu bản được tiêu thụ trên cả hai hệ máy tính và Xbox 360 tính đến tháng 5 năm 2012 và có 5 triệu bản trong dòng trò chơi The Witcher được tiêu thụ tính đến tháng 2 năm 2013. Phiên bản tiếp theo là The Witcher 3: Dziki Gon đã phát hành vào ngày 19 tháng 5 năm 2015.

## Phát triển
Việc thực hiện The Witcher 2: Assassins of Kings đã được công bố vào ngày 18 tháng 9 năm 2009. CD Projekt RED đã phát triển một bộ công cụ riêng của mình để thực hiện trò chơi không giống như bản trước vốn là bộ công cụ Aurora Engine được chỉnh sửa lại. Bộ công cụ này được kết hợp với bộ công cụ vật lý của Havok.
Ngày 25 tháng 3 năm 2011, CD Projekt RED đã công bố một đoạn phim giới thiệu về cách chơi của trò chơi cho người chơi thấy nhiều cấp khác nhau mà nhân vật có thể đạt tới khi phát triển kỹ năng. Một đoạn phim khác được công bố trên Gamescom co thấy nhiều nhân vật và thiết lập khác nhau có thể thấy trong trò chơi. Tất cả các cuộc hội thoại trong trò chơi đều được thu âm tại Luân Độn. Trò chơi được tuyên bố là sẽ có đến 16 kết thúc khác nhau.
Ngày 14 tháng 4 năm 2011, CD Projekt RED đã công bố tác phẩm sẽ được phân phối dưới dạng SecuRom DRM khi bán lẻ nhưng vẫn cho phép cài đặc và chơi trên năm máy cùng lúc. Cũng như một số nội dung của trò chơi sẽ được kiểm duyệt theo từng vùng lãnh thổ. Nó cũng được phân phối trực tuyến trên Steam hay GOG.com.
Sau khi phát hành thì trò chơi bị phàn nàn về chế độ kích hoạt cũng như hiệu suất hệ thống khi sử dụng card màn hình Nvidia hay AMD. Vì thế bản vá lỗi 1.1 đã được thực hiện và tung ra, bản này bỏ chức nămg DRM vì nó làm giật khung hình và tăng thời gian tải giúp trò chơi hoạt động tốt hơn từ 5 đến 30% và tốc độ tải được cải thiện. Nhưng những người sử dụng bản Steam than phiền là phải tải 9 GB cho bảng nâng cấp trong khi bản vá lỗi đĩa chỉ có 15 MB. Phiên bản 1.2 khắc phục thêm một lượng lớn các lỗi khác như các nhiệm vụ bị kẹt, hệ thống chiến đấu cân bằng hơn đồng thời cải thiện các tính năng khác như lưu trữ và cho phép sử dụng lại phần lựu của phiên bản The Witcher trước. Phiên bản 1.3 thì thêm các chức năng mà những người hâm mộ yêu cầu cùng một danh sách dài chỉnh sửa các lỗi khác và để bù đắp thì bản này đính kèm với một bản mở rộng miễn phí có tên "A Sackful of Fluff". Bản vá lỗi khẩn cấp 1.35 đã được tung ra khi thấy bản 1.3 phát sinh ra ra các lỗi mới như chức năng đổ bóng hoạt động không ổn định ở chế độ màn hình 3D và các phần thưởng tại Steam không được xác nhận.
Phiên bản 2.0 được tung ra vào ngày 29 tháng 9 năm 2011, phiên bản này có thêm phần chơi Arena phần hướng dẫn chậm hơn để dễ nắm bắt và một chế độ chơi khó hơn là Dark được thêm vào với các vật dụng độc đáo chỉ xuất hiện trong chế độ này. Và phiên bản này cũng được dùng để vá một lượng lớn các lỗi ở bản trước.
Phiên bản mở rộng Enhanced Edition tập hợp tất cả các bản mở rộng cũng như đạt được độ ổn định cao đã phát hành vào ngày 17 tháng 4 năm 2012, phiên bản 3.2 được tung ra sau đó vào ngày 18 tháng 6 năm 2012 có công cụ cho phép người chơi chỉnh sửa tùy thích trong trò chơi.

### Âm nhạc
Việc biên soạn âm nhạc của trò chơi do Adam Skorupa và Krzysztof Wierzynkiewicz đảm nhận. Album chứa một số bản nhạc được chọn đã phát hành như đĩa đính kèm chung với phiên bản giới hạn của trò chơi vào ngày 17 tháng 5 năm 2011.
| The Witcher 2: Assassins of Kings Official Soundtrack | The Witcher 2: Assassins of Kings Official Soundtrack | The Witcher 2: Assassins of Kings Official Soundtrack |
| STT                                                   | Nhan đề                                               | Thời lượng                                            |
| ----------------------------------------------------- | ----------------------------------------------------- | ----------------------------------------------------- |
| 1.                                                    | "Assassins of Kings"                                  | 2:07                                                  |
| 2.                                                    | "A Nearly Peaceful Place"                             | 4:06                                                  |
| 3.                                                    | "The Path of a Kingslayer"                            | 1:26                                                  |
| 4.                                                    | "Dwarven Stone upon Dwarven Stone"                    | 7:33                                                  |
| 5.                                                    | "Through the Underworld"                              | 3:46                                                  |
| 6.                                                    | "The Lone Survivor"                                   | 1:16                                                  |
| 7.                                                    | "Into the Fields"                                     | 5:47                                                  |
| 8.                                                    | "An Army Lying in Wait"                               | 3:53                                                  |
| 9.                                                    | "Easier Said than Killed"                             | 1:09                                                  |
| 10.                                                   | "A Watering Hole in the Harbor"                       | 2:36                                                  |
| 11.                                                   | "Within the Mist"                                     | 3:02                                                  |
| 12.                                                   | "Regicide"                                            | 1:47                                                  |
| 13.                                                   | "The Wild Hunt"                                       | 1:18                                                  |
| 14.                                                   | "Vergen by Night"                                     | 7:29                                                  |
| 15.                                                   | "For a Higher Cause"                                  | 1:13                                                  |
| 16.                                                   | "Souls in Ruin"                                       | 4:45                                                  |
| 17.                                                   | "A Quiet Corner"                                      | 3:15                                                  |
| 18.                                                   | "The Assassin Looms"                                  | 1:05                                                  |
| 19.                                                   | "The Camp by Night"                                   | 3:18                                                  |
| 20.                                                   | "Dreary Stronghold"                                   | 4:11                                                  |
| 21.                                                   | "Howl of the White Wolf"                              | 1:55                                                  |
| 22.                                                   | "Sorceresses"                                         | 2:00                                                  |
| 23.                                                   | "The End is Never the Same"                           | 3:16                                                  |
| Tổng thời lượng:                                      | Tổng thời lượng:                                      | 1:12:13                                               |

## Đón nhận
The Witcher 2: Assassins of Kings nhận được các đánh giá tích cực và được xem là một thành công. Metacritic đã đánh giá trò chơi là 88/100 tổng hợp từ 76 bài ý kiến và 86 bài đánh giá trên hệ Xbox 360. Các lời khen chủ yếu xoay quanh hệ thống chiến đấu, các tùy biến, đồ họa, môi trường, hiệu ứng nước và cốt truyện. Trò chơi cũng giành được các điểm đánh giá hoàn hảo ở các nơi, GamePro đã nhận xét "The Witcher 2 là hiện thân của tất cả mọi thứ tốt trong việc phát triển máy tính, theo ý tôi đó là nền tảng tốt nhất hiện có.". Game Informer đã cho trò chơi là platinum score và nhận xét "Một cuộc phiêu lưu tăm tối huyền ảo tuyệt vời tốt cứ như trên hệ máy chuyên dụng để chơi điện tử".
Các phàn nàn thì chủ yếu tập trung vào độ khó trong chiến đấu đặc biệt là khi mới bắt đầu một lần chơi mới. Eurogamer thì xem đó như một điểm thu hút với nhận xét "Trò chơi không xem bạn là người chơi mà là một người trưởng thành, cứ việc tự do mắc sai lầm và chịu đựng nó là việc mà không phải ai cũng làm được.".
Trò chơi đã giành được 50 giải thưởng trong các mục như "Đồ hoạ đẹp nhất", "Cốt truyện hay nhất", "Trò chơi máy tính hay nhất", "Trò chơi nhập vai hay nhất" và "Trò chơi của năm".
Warsaw Business Journal đã viết báo cáo vào ngày 30 tháng 8 năm 2011 là đã 940.000 bản đã được tiêu thụ và 200.000 bản được phân phối trực tuyến. Tính đến tháng 5 năm 2012 thì có 1,7 triệu bản được tiêu thụ.